# Сарпашев, Тайырбек Дуйшекеевич
Сарпашев Тайырбек Дуйшекеевич (род. 23 августа 1968, Торкент, Токтогульский район, Джалал-Абадская область, Киргизская ССР) — киргизский государственный деятель. Первый вице-премьер-министр Кыргызстана (2014—2015), председатель Государственной регистрационной службы при правительстве Кыргызстана (2015—2017). После ухода из политики в 2017 году индувидуальный предприниматель.

## Биография
Родился 23 августа 1968 года в селе Торкент Токтогульского района Джалал-Абадской области Киргизской ССР.
В 1991 году окончил учетно-экономический факультет Кыргызского национального университета имени Жусупа Баласагына.
По национальности — киргиз.
Женат на дочери экс-руководителя Администрации Президента Кыргызской Республики А. Акаева, трое детей.

### Трудовая деятельность
1991—1994 — возглавлял совместные предприятия «Тушум» и «Саят».
1994—1999 — директор ОсОО «Градиент».
1999—2000 — вице-президент международного общества «Туголбай Ата».
2000—2005 — депутат Законодательного собрания Жогорку Кенеша II созыва, председатель Комитета по вопросам топливно-энергетического комплекса.
2005—2006 — депутат Жогорку Кенеша III созыва.
2006—2007 — вице-спикер Жогорку Кенеша Кыргызской Республики.
2007—2012 — предприниматель, работа в частных структурах.
2012—2014 — вице-премьер-министр по экономике и инвестициям.
2014—2015 — первый вице-премьер-министр КР.
С ноября 2015 года по июнь 2017 года — председатель Государственной регистрационной службы при правительстве КР.